# اوراوکا (استان لهستان کوچک‌تر)
اوراوکا (به لهستانی:  Orawka) یک روستا در لهستان است که در گمینا یابوونکا واقع شده‌است.